# Sorataea arayatensis
Sorataea arayatensis är en svampart som först beskrevs av George Baker Cummins, och fick sitt nu gällande namn av Eboh & Cummins 1980. Sorataea arayatensis ingår i släktet Sorataea och familjen Uropyxidaceae.   Inga underarter finns listade i Catalogue of Life.